# 怯怯里
怯怯里（?—?），斡耳那氏，蒙古帝国将领。
1235年窝阔台南伐，他以千户随从阔端攻打南宋的安丰、寿州。又跟随诸王塔察儿率领蒙古军二千人攻荆山，获胜，赐马二匹。与万户纳以用兵守沂州、郯城，攻略涟水、海州，又随从元帅怀都攻占襄阳。去世后，其子相兀速袭父职。

## 延伸阅读
[在维基数据编辑]
 《元史·卷123》，出自宋濂《元史》
 《新元史/卷152》，出自柯劭忞《新元史》